# 莫克溫 (小柳巴沙市鎮)
莫克溫（羅馬化：Mokvyn）是烏克蘭西北部羅夫諾州羅夫諾區小柳巴沙市鎮的村莊，面積1.23平方公里，海拔高度182米，2001年人口196，人口密度每平方公里159.4人。